# Faronta quadrannulata
Faronta quadrannulata är en fjärilsart som beskrevs av Morris 1875. Faronta quadrannulata ingår i släktet Faronta och familjen nattflyn. Inga underarter finns listade i Catalogue of Life.